# 北陸鉄道7000系電車
北陸鉄道7000系電車（ほくりくてつどう7000けいでんしゃ）は、北陸鉄道の通勤形電車。東急7000系（初代）を1990年（平成2年）に譲り受けたもので、石川線で運用されている。
種車の違いに起因する外観上の相違や冷房装置の有無によって7000形・7100形・7200形の3形式に区分されており、2両編成5本の計10両が在籍している。

## 概要
老朽化が進行した石川線の雑多な旧型車を置き換えるため、1990年（平成2年）7月に導入されたもので、全車日立製作所製の電装品を搭載した車両から改造している。本系列導入と同時にワンマン運転の開始が予定されていたため、当初よりワンマン関連機器を搭載した状態で入線している。
電装品については石川線の架線電圧が直流600Vであるため大幅に変更され、特に床下機器に関しては原形を全く留めていない。元は全電動車編成であったが、パンタグラフを搭載する偶数車を電動車とし、奇数車は電装解除され制御車となっている。
制御器はJR東日本103系のCS20A、主電動機は西武701系の日立製作所製HS836Frb (MT54)、電動発電機（MG）は南海電気鉄道より購入した東洋電機製造製TDK-366B、空気圧縮機（CP）は営団地下鉄（現・東京メトロ）より購入したA-1、主幹制御器（マスコン）は東急デハ3450形のMC1をそれぞれ搭載しており、同業各社からかき集めた廃車発生品の寄せ集めの体をなしている。
台車は種車の東急車輛製造製TS-701（パイオニアIII台車）のディスクブレーキが北陸地方の雪質と相性が悪いことから、電動車は西武701系の廃車発生品である住友金属工業製FS342に、制御車はJRの廃車発生品であるDT21Tにそれぞれ変更されている。
大きく手を加えられた床下機器とは対照的に、車体周りに関しては前述ワンマン関連機器を搭載した以外は目立った改造は施工されていない。ただし7000形以外の4編成8両に対しては冷房改造が施工され、北鉄初の冷房車となった。搭載された冷房装置は通常の屋上設置形でなく、バス用のものを応用した床下に室外機を持つものとなっており、能力は28,500kcal/hである。
正面床下に排雪器（スノープラウ）新設・連結器高さ変更などが施工され、車体全周には北鉄のコーポレートカラーであるオレンジ色の帯が巻かれた。

## 形式別概説
本系列は前述のように、種車の違いに起因する外観上の相違や冷房装置の有無によって3形式に区分されている。以下、形式ごとにその概要を述べる。

### 7000形

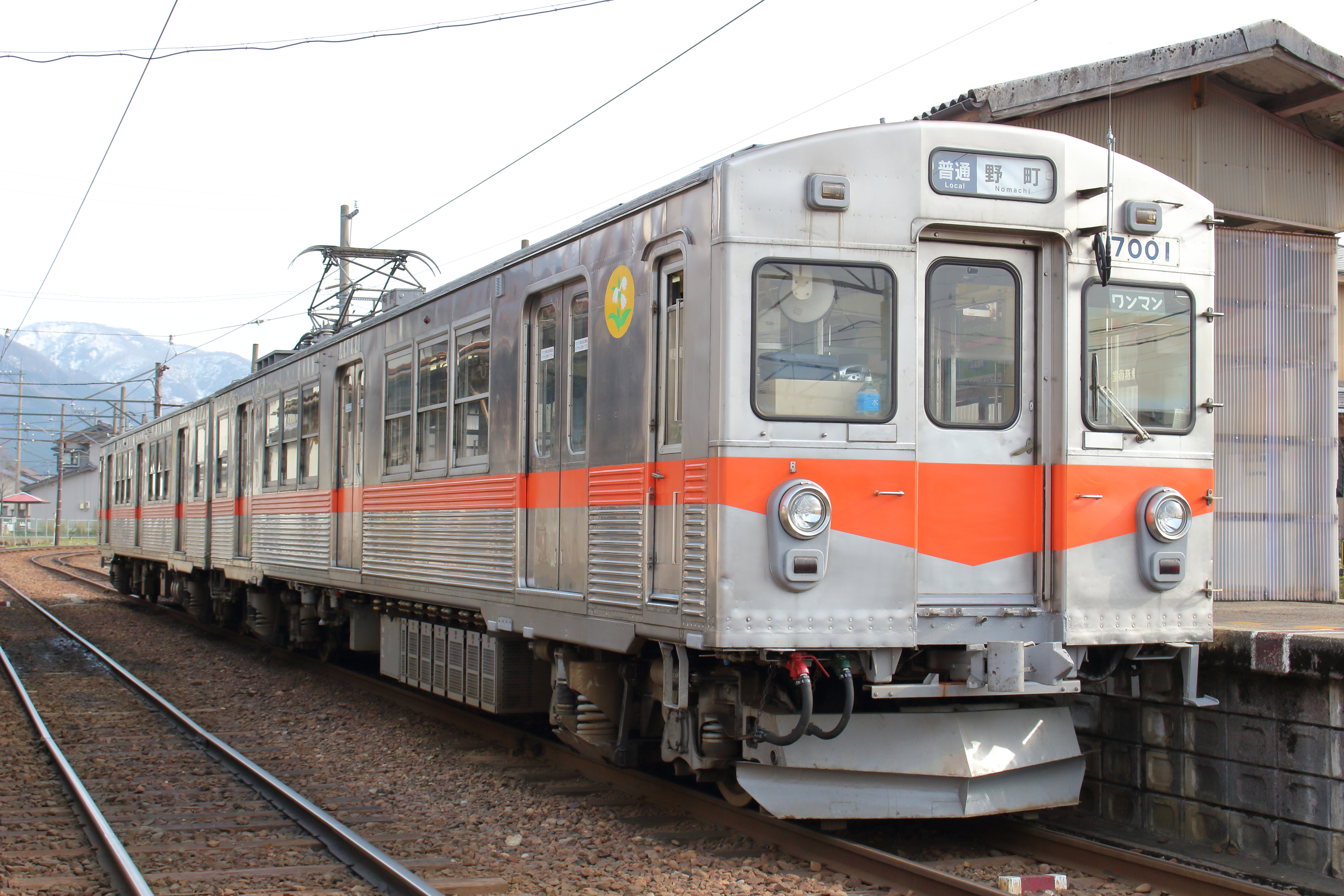
7000形（2018年4月1日 鶴来駅）

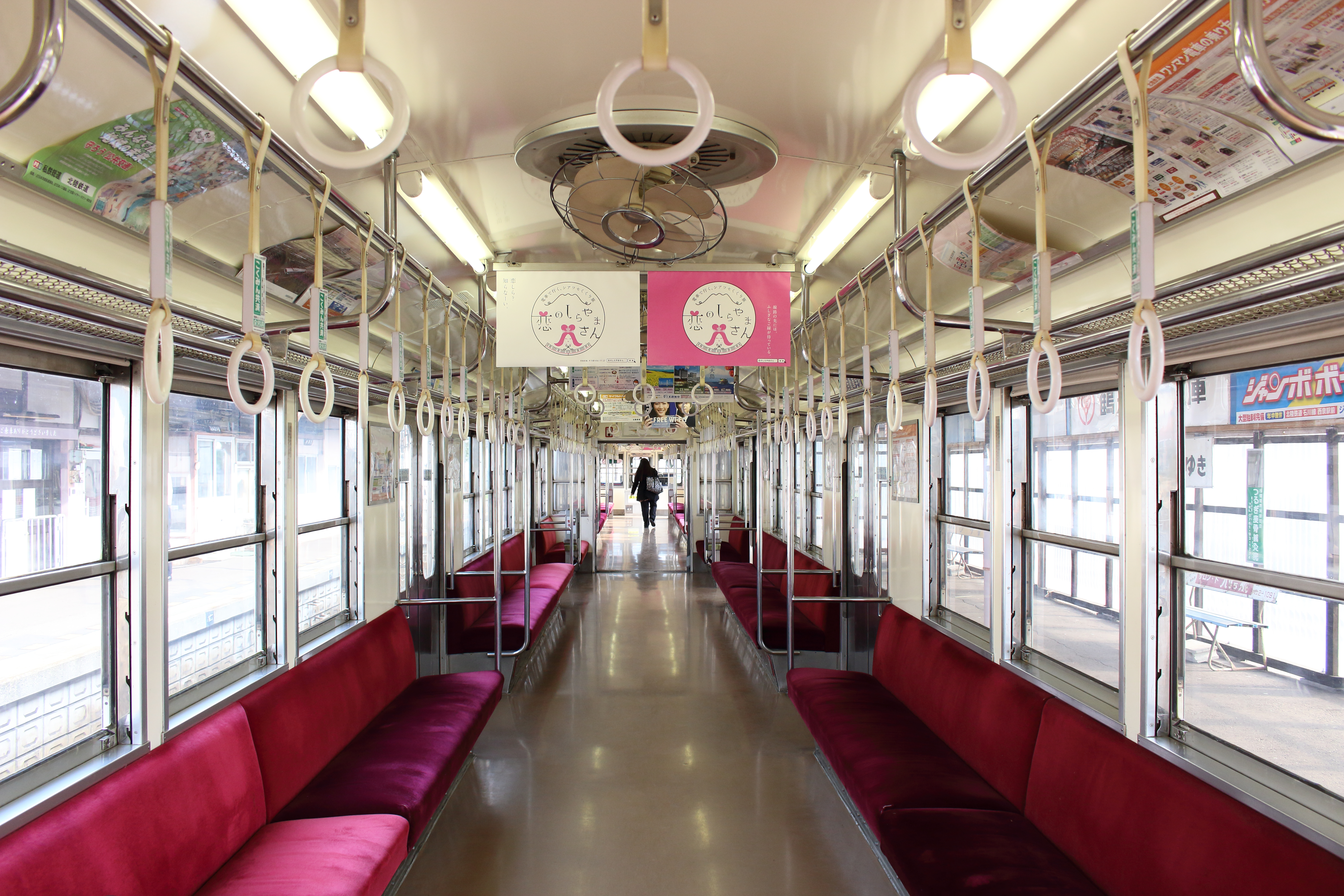
7011の車内。網棚部分に冷房装置が置かれていない。

モハ7000形とクハ7010形で構成され、1編成のみ在籍。種車は東急7000系の先頭車デハ7000形。本系列唯一の非冷房車であるため、夏季には運用されず予備車扱いとなる。

### 7100形

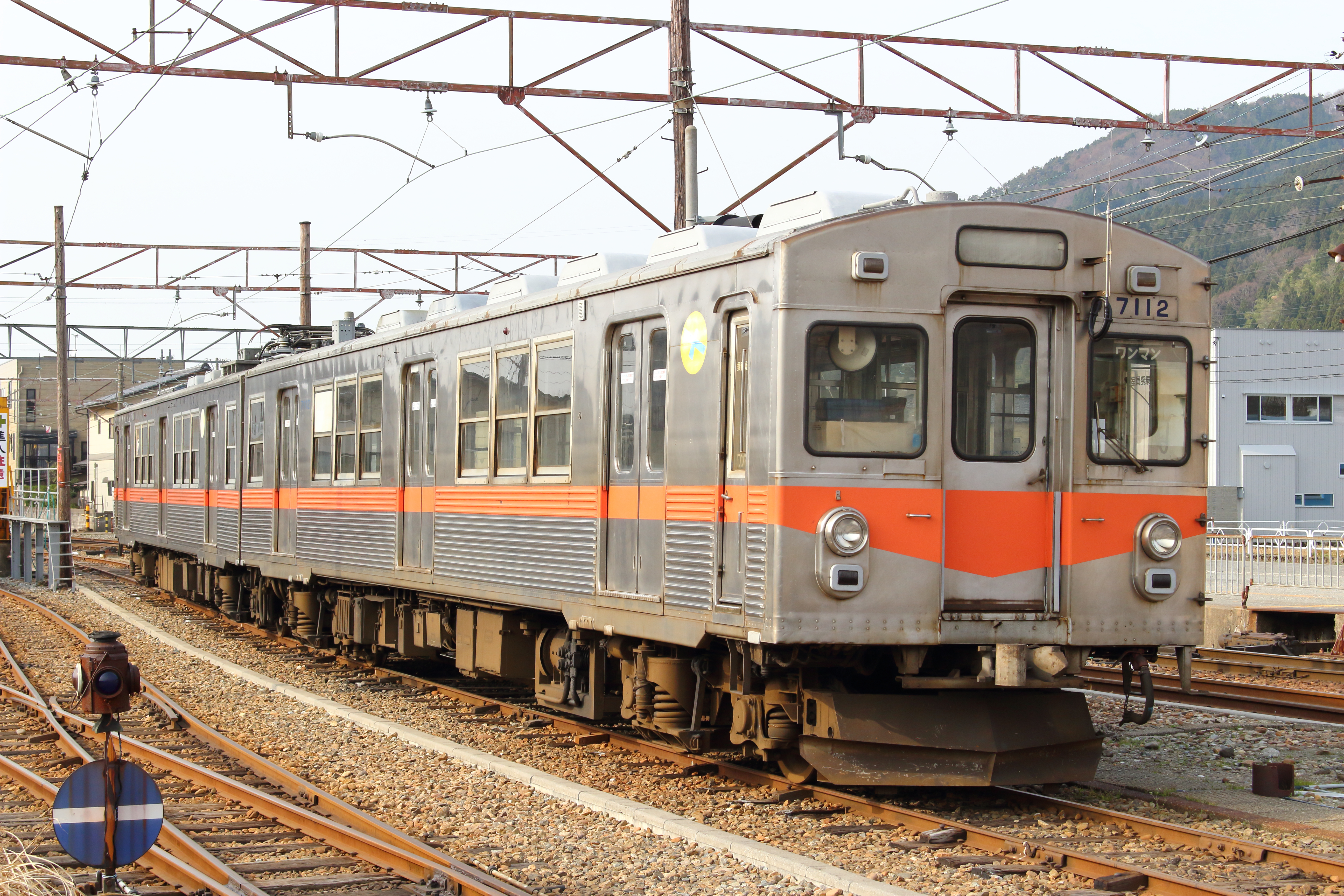
7100形（2018年4月1日 鶴来駅）

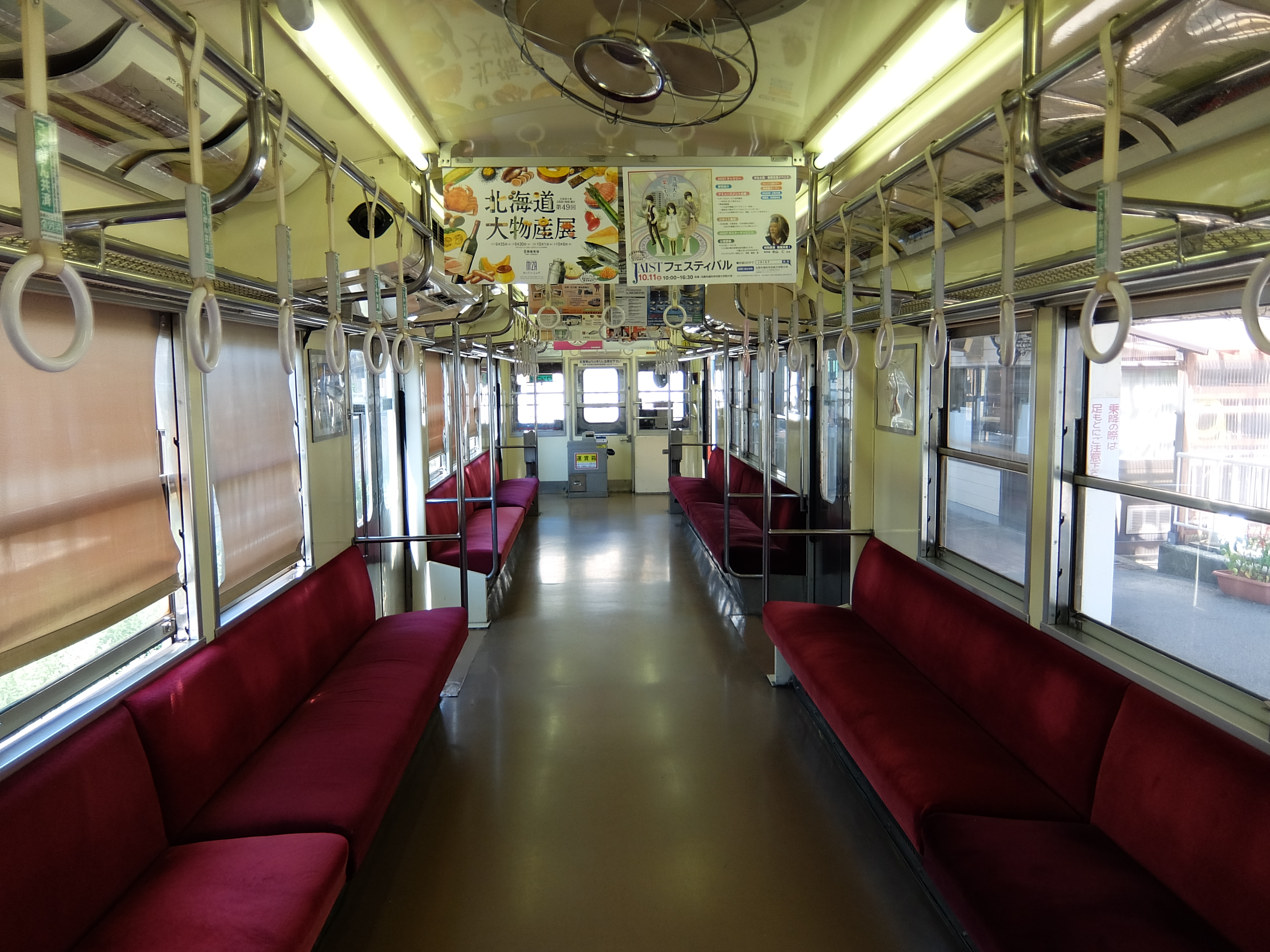
7101の車内。網棚部分に冷房装置が置かれている。

モハ7100形とクハ7110形で構成され、2編成が在籍。種車は7000形と同じく東急7000系の先頭車デハ7000形であるが、入線に際して冷房改造が施工されたため別形式に区分された。
なお、7000形・7100形の種車は全て後期に製造されたグループで、前照灯・尾灯のライトケースはFRP製のものを装備しているが、クハ7112は2000年（平成12年）5月に踏切事故でライトケースを損傷し、復旧に際して初期製造車のステンレス製のものが取り付けられた。

### 7200形

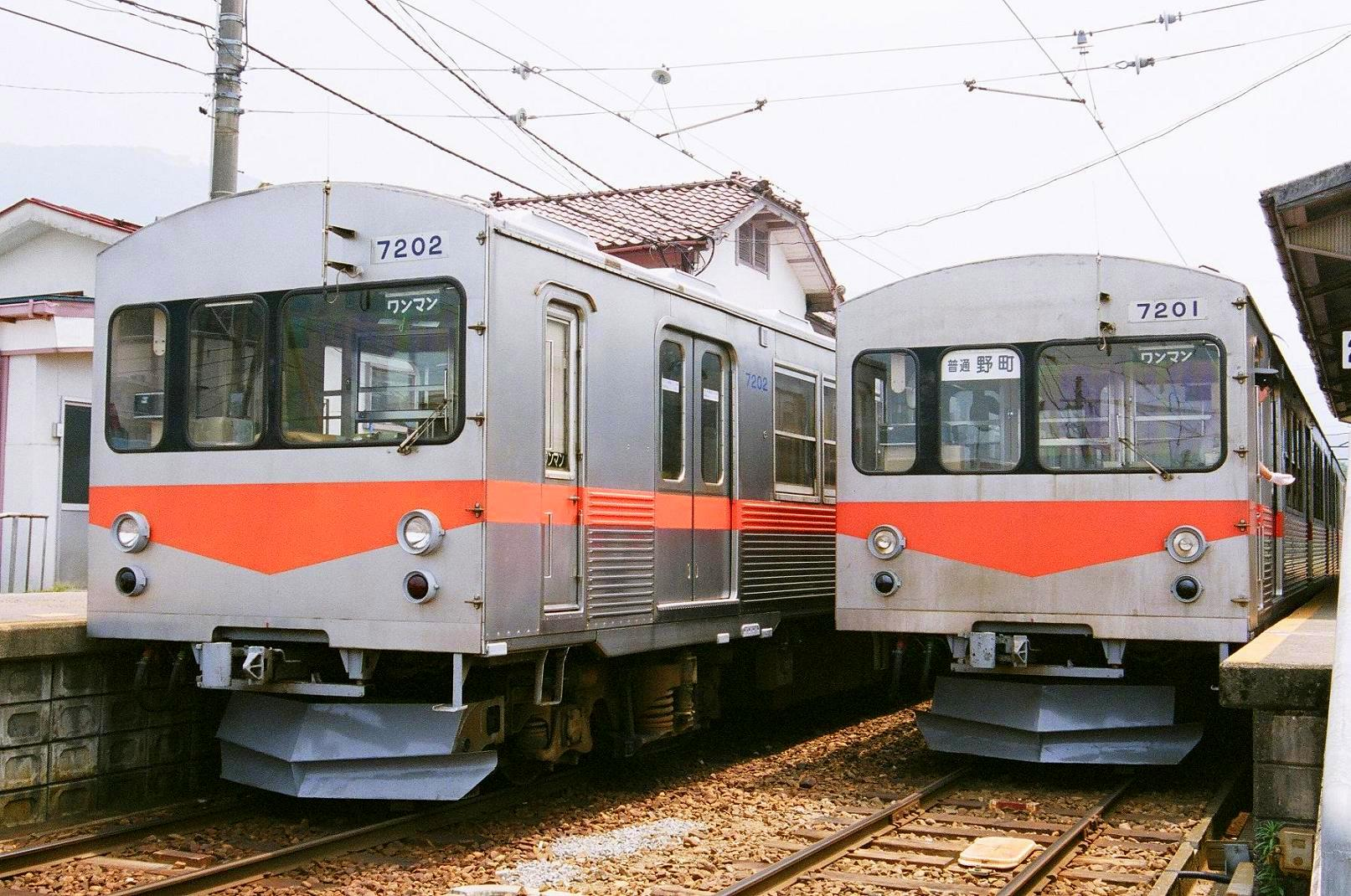
7200形（2005年7月5日 鶴来駅）

モハ7200形とクハ7210形で構成され、2編成が在籍。種車は東急7000系の中間車デハ7100形で、入線に際しては先頭車化改造および冷房改造が施工されている。同系列の地方私鉄譲渡車のうち、先頭車化改造車に共通する左右非対称型の正面形状であるが、本形式では行先表示幕が省略されている点が特徴であり、行先表示は前面窓の内側に行先表示板を掲示する形で行っている。

## 運用
空気圧縮機が京阪電気鉄道より購入したHB-1500型へ換装され、正面排雪器が通年装備となった他は目立った改造は施工されておらず、2023年現在も石川線の主力形式として運用されている。
なお、石川線の最大運用数は4運用であるため、検査入場等が発生すると夏季でも非冷房車である7000形を運用せざるを得なかったが、2006年（平成18年）に7700系が導入されたため、現在は解消されている。

## 車歴
| 車番              | 竣工年月             | 東急時代の旧番     | 製造年             |
| モハ7001-クハ7011 | 1990年（平成2年）7月 | デハ7050, デハ7049 | 1965年（昭和40年） |
| モハ7101-クハ7111 | 1990年（平成2年）7月 | デハ7054, デハ7053 | 1966年（昭和41年） |
| モハ7102-クハ7112 | 1990年（平成2年）7月 | デハ7056, デハ7055 | 1966年（昭和41年） |
| モハ7201-クハ7211 | 1990年（平成2年）7月 | デハ7136, デハ7137 | 1964年（昭和39年） |
| モハ7202-クハ7212 | 1990年（平成2年）7月 | デハ7138, デハ7135 | 1964年（昭和39年） |